# 广通镇
广通镇，是中华人民共和国云南省楚雄彝族自治州禄丰市下辖的一个乡镇级行政单位。

## 行政区划
广通镇下辖以下地区：
广通村、甸尾村、七屯村、清风村、西堡村、田心村、几子湾村、大瓦房村、平地村、旧庄村、八屯村、清水村、塔石苴村、蒙七村、雨多么村和新民村。

## 交通
- 成昆铁路：甸尾站、广通站、大旧庄站
- 永广铁路：甸尾站、广通北站
- 广大铁路：广通站（起迄站）、赤木岭站
- 广丽铁路赤木岭联络线：广通北站（起迄站）、赤木岭站
- 楚大铁路：广通北站（起迄站）